# Szörnyszülöttek
A Szörnyszülöttek (eredeti cím: Freaks) egy 1932-es amerikai horrorfilm, amelyben olyan emberek játszották a névadó karaktereket, akik vándorcirkusznál dolgoztak és valóban valamilyen testi fogyatékossággal rendelkeztek. Az eredeti verziót túl sokkolónak találták ahhoz, hogy kiadják, és már nem létezik. A filmnek a rendezője és producere Tod Browning, akinek a karrierje nem heverte ki ezt a filmet. A Szörnyszülötteket úgy írták le, mint egyedüli filmet ebben a kisebb jelentőségű műfajban.
Browning 16 évesen elhagyta tehetős családját, hogy csatlakozzon egy utazó cirkuszhoz; innen merítette a személyes tapasztalatait a Szörnyszülöttekhez. Mivel ő volt a sikeres Drakula című film rendezője, jelentős mozgásteret kapott az első nagy stúdiójú horror filmhez; ez és az a tény, hogy a Pre-Code Hollywoodnál dolgozott lehetővé tett egy egyedi rendezést. A filmben, a fizikailag elcsúfított „szörnyszülöttek” lényegénél fogva hiszékeny és tisztességes emberek, miközben a valódi szörnyeteg az a két „normális” cirkuszi ember, akik összejátszanak, hogy gyilkosságot kövessenek el az egyik előadó ellen azért, hogy hatalmas örökséghez jussanak.

## Cselekmény
A film egy mellékcselekménnyel nyit, ahol egy kikiáltó ügyfeleket vonz, hogy azok látogassák meg a kiállítást. Egy nő néz bele a dobozba, hogy megnézhesse rejtett lakóját, aztán sikít egyet. A kikiáltó kifejti, hogy a horror a dobozban valaha egy szép és tehetséges légtornász volt. A központi történet a légtornász Cleopatráról szól, aki elcsábítja, és hozzámegy feleségül a törpe Hanshoz, miután tudomást szerzett a nagy örökségéről. Cleopatra összejátszik a cirkuszi erőművész Herculessel, hogy megölje Hansot és örökölje a vagyonát.
Az esküvői fogadásukon Cleopatra elkezdi megmérgezni Hans borát. A többi „szörnyszülött” bejelenti, hogy elfogadják Cleopatrát annak ellenére is, hogy ő egy „normális” kívülálló; tartanak egy beavatási szertartást, ahol egy hatalmas kupa bort tovább adnak az asztal körül, mialatt azt kántálják: „Befogadjuk miközénk. Egy közülünk, egy közülünk. Gooba-gobble, gooba-gobble.” Az ünneplők megijednek a részeg Cleopatrától, aki véletlenül felfedi azt, hogy viszonya van Herculessel. Kigúnyolja a szörnyszülötteket, a bort az arcukba löki, és elűzi őket. A megalázott Hans rájön, hogy a bolondját járatták vele, és elutasítja Cleopatra kísérletét, hogy bocsánatot kérjen, de aztán megbetegszik a méregtől.
Az ágyhoz kötöttség alatt, Hans úgy tesz, mintha megbocsátana Cleopatrának, valamint azt is megjátssza, hogy beveszi a mérgezett gyógyszert, amit Cleopatra adott neki, de titokban összejátszik a többi szörnyszülöttel, hogy visszavágjanak Cleopatrának és Herculesnek. A film csúcspontja az, amikor a szörnyszülöttek megtámadják a gonosz párt egy vihar alatt, hadonásznak fegyverekkel, késekkel és más éles fegyverekkel. Hercules nem lesz látható többet (a film eredeti befejezése az volt, hogy a szörnyszülöttek kasztrálják, a közönség látja őt később falzettben énekelni). Ami Cleopatrát illeti, egy groteszk, vijjogó „emberi kacsa” lesz belőle. A hús a kezén elolvadt és úgy eldeformálódott, hogy egy kacsa lábának néz ki, a lábát már levágták, és ami a torzójából megmaradt az tiszta kátrány és toll. Ő van a vészjósló nyitó jelenetben.
A boldog befejezés kedvéért az MGM beszúrt egy utolsó jelenetet, amiben Hans a milliomosok életét éli egy kastélyban. Venus és az ő bohóc barátja Phroso meglátogatja, akik magukkal hozzák Friedát, akit Hans már eljegyzett, mielőtt találkozott volna Cleopatrával.  Hans nem akarja látni őket, de ők utat törnek maguknak, félretolva ezzel a szolgálót. Frieda biztosítja Hansot arról hogy ő tudta, hogy megpróbálta megállítani a többieket a nagy felkészülést igénylő bosszútól. Phroso és Venus elmegy, Frieda vigasztalja Hansot amikor sírni kezd.

## Mellékcselekmények
A fő elbeszélés mindenhonnan össze van kötve a mindennapi élettel, ami a mellékszereplők életét részletezi.
- A szakállas nő, aki szereti az emberi csontvázat, életet ad lányuknak. A „Gólya nőnek” köszönhetően elterjed a hír a szörnyszülött barátai között.
- Violet, egy sziámi ikerpár egyik tagja, akinek a testvére Daisy férjhez megy az egyik cirkuszi bohóchoz, a cirkusz tulajdonosának jegyese lesz. A testvérek meg tudják tapasztalni egymás testi érzéseit: Daisynél feltűnik a felkorbácsolt, romantikus reakció, amikor Violet vőlegénye megcsókolja, és a becsukott szemű Violet tudja, amikor Daisy vállát megérintik. A testvéreket igazi sziámi ikrek játszották, Daisy és Violet Hilton.
- Egy párbeszéd közepén az emberi torzó meggyújtja cigarettáját csak a száját használva. Az eredeti helyszínen, szintén egy cigarettát sodor.
- Frances O’Connor, a kéz nélküli csoda bemutatja, hogyan adja elő mindennapi tevékenységeit a lábával, a karjai helyett.

## Szereplők
- Wallace Ford – Phroso
- Leila Hyams – Venus
- Olga Baclanova – Cleopatra
- Roscoe Ates – Roscoe (as Rosco Ates)
- Henry Victor – Hercules
- Harry Earles – Hans
- Daisy Earles – Frieda
- Rose Dione – Madame Tetrallini
- Daisy és Violet Hilton –  Sziámi ikrek
- Schlitzie – Önmaga
- Josephine Joseph – Félig nő, félig férfi
- Johnny Eck – Fél fiú
- Frances O’Connor – Kéz nélküli lány
- Peter Robinson – Emberi csontváz
- Olga Roderick – Szakállas nő
- Koo Koo – Önmaga
- Prince Randian – Az élő torzó
- Martha Morris – Angeleno kéz nélküli felesége
- Elvira Snow – Pinhead Pip
- Jenny Lee Snow – Pinhead Zip
- Elizabeth Green – Madár lány
- Delmo Fritz – Kardnyelő
- Angelo Rossitto – Angeleno
- Edward Brophy és Matt McHugh – Rollo fivérek.

## Alkotás
Az 1920-as években Browning unszolására az MGM megvette a Robbins által írt Spurs című rövidfilm jogait. 1931 júniusában az MGM igazgatója, Irving Thalberg felajánlotta Browningnak a lehetőséget, hogy megrendezhesse az Arsène Lupin című filmet John Barrymore-ral. Browning ezt elutasította, mert inkább a Szörnyszülötteket fejlesztette volna, amit 1927 elején már elkezdett. Browning kérésére Willis Goldbeck és Elliott Clawson forgatókönyvírókat jelölték ki a projektre. Leon Gordon, Edgar Allan Woolf, Al Boasberg és a hitelképtelen Charles MacArthur is hozzájárultak volna a forgatókönyvhöz. A forgatókönyvet több, mint öt hónapon keresztül alakították ki. Az eredeti történet egy kis részét őrizték meg, beleértve egy törpe és egy átlagos méretű nő közötti házasságot és az esküvői lakomájukat. Victor McLaglennek szánták Hercules szerepét, miközben Myrna Loyt szemelték ki, mint Cleopatra, Jean Harlow pedig Venus lett volna. Végül Thalberg úgy döntött, hogy nem szerepeltet ennyi hatalmas sztárt.
A karakterek között szerepelt, mint „szörnyszülött” Peter Robinson („az emberi csontváz”), Olga Roderick („a szakállas nő”), Frances O’Connor és Martha Morris („kar nélküli csodák”), valamint Daisy és Violet Hilton, mint sziámi ikrek. A kisfejűek között, akik megjelentek a filmben ott volt Zip és Pip (Elvira és Jenny Lee Snow), valamint Schlitzie, akinek férfi neve van, Simon Metz. Ő valószínűleg a vizeletinkontinencia miatt viselt olyan ruhát. Szintén szerepelt az interszexuális Josephine Joseph, akinek bal-jobb irányban voltak felosztva a nemei, Johnny Eck, a láb nélküli férfi, a végtag nélküli Prince Randian (más néven az emberi torzó), Elizabeth Green a gólya nő, és Koo Koo a madár lány, akinek Virchow-Seckel szindrómája van vagy más néven madárfejű törpe. A legemlékezetesebb jelenete az volt, amikor az asztalon táncolt.
A Szörnyszülöttek forgatásának fő része 1931 októberében kezdődött és decemberben fejeződött be. 1932 januárjában a katasztrofális tesztvetítést követően (egy nő azzal fenyegetőzött, hogy beperli az MGM-et, ugyanis azt állította, hogy a film miatt vetélt el), a stúdió megvágta a filmet, az eredetileg 90 percesről alig több mint egy órásra csökkent a játékidő. Cleopatra szörnyszülöttek általi megtámadásának sok jelenetét, valamint azt, hogy egy fa alatt tojik eltávolították, úgy, mint Hercules hátborzongató jelenetét, amiben kasztrálják, számos vicces jelenetet, valamint a film legtöbb eredeti epilógusát is törölték. Egy új prológusban szerepel egy cirkuszi kikiáltó, akit hozzáadtak a filmhez, valamint egy új epilógus, amiben a két apró szerelmes kibékülését láthatjuk. Eme rövidített verzió – ami már mindössze 64 perc – premierje a Fox Criterionnál volt Los Angelesben, 1932. február 20-án.

## Fogadtatás
A nagymértékű vágások ellenére a filmet a közönség még mindig negatívan fogadta, a veszteség 164.000 amerikai dollár volt, és a film heves vita tárgya maradt. Ma már azokat a részeket eltávolították és megerősítették, hogy elvesztek. Browningnak, aki annak idején arról volt híres, hogy együtt dolgozott Lon Chaneyvel, és a Drakula (1931) c. Lugosi Béla filmet rendezte, ezután nehéz volt munkát találnia, gyakorlatilag ez hozzájárult ahhoz, hogy a karrierje ilyen hamar véget érjen. A filmről azt gondolták, hogy túlságosan kizsákmányoló jellegű, ezért az Egyesült Királyságban 30 évre betiltották. Számos kortárs kritika nemcsak élesen bírálta a filmet, de kifejezte felháborodását és elborzadását. A Harrison’s Reports azt írta, hogy „Aki úgy véli, hogy ez szórakoztató azt a patológiai osztályra kell helyezni valamelyik kórházban.” John C. Mofitt a The Kansas City Startól azt írta: „Nincs mentség erre a filmre. Gyenge elme kell ahhoz, hogy ez megvalósuljon, és erős gyomor ahhoz, hogy meg lehessen nézni.” A The Hollywood Reporter úgy nevezte a filmet, hogy „egy felháborító támadás a közönség érzései, érzékei, agya és gyomra ellen.”
A Variety is negatív kritikát jelentetett meg, azt írta a filmről, hogy a film „pazarul termelt, csodálatosan rendezett, nem sokat költöttek rá, de az MGM vezetői nem vették észre, hogy egy másik ajánlattal a történet még mindig fontos. Itt a történet nem elég erős, hogy felkeltse az érdeklődést, részben azért, mert az érdeklődést nem lehet könnyen felkelteni túl fantasztikus romantikával.” A kritika továbbá azt állította, hogy „a történet nem kelti fel az emberek érdeklődését, és a film óta egy normál férfi vagy nő nem szimpatizál törpékkel.” 
Nem minden kritika volt bántó. A The New York Times így írt: „sokaknak időnként kiváló és borzalmas a szó szoros értelmében”, éppúgy „mint egy kép, amit nem lehet könnyen elfelejteni.” A New York Herald Tribune azt írta, hogy „nyilvánvalóan egy egészségtelen és többnyire kellemetlen mű”, de „furcsa módon a kép nem csak izgalmas, hanem még néha megható is.”
John Mosher a The New Yorkertől pozitív kritikát írt, amelyben „igazi drágakőnek” nevezte a filmet, ami „egészen kiváló és valószínűleg nem felejti el egyhamar az, aki megnézi. ”Egy „tökéletesen hihető történetnek” találta, egy kulcs a horror hatékonyságához, azt írta, hogy „dermesztő gondolat elképzelni ezeket a furcsa élőlényeket az életükkel, hiúságukkal és szenvedélyükkel, mindenki szövetséges ellenünk egy keserű gyűlölködésben.” A vitatott témával kapcsolatban Mosher kijelentette: „ha magukat a rossz dolgokat be lehet mutatni a Madison Square Garden alagsorában, akkor ezeknek a képeit akár meg is lehet mutatni a Rialto Színházban. A továbbiakban teljes egészükben tekinthetünk rájuk, egy új félelemmel, ami a tisztelettel határos.”
Az 1960-as évek elején fedezték fel újra a Szörnyszülötteket, mint ellenkultúra kult filmet, és az 1970-es és 1980-as években végig vetítették, a filmet rendszeresen bemutatták éjféli mozikban és számos színházban az Egyesült Államokban. 1994-ben, az Egyesült Államokban a Szörnyszülötteket megőrzésre választotta ki a Nemzeti Film Nyilvántartó, mint olyan filmet ami „kulturálisan, történelmileg vagy esztétikailag jelentős”. A Bravo TV 100 Scariest Movie Moments című műsora a 15. helyre rangsorolta.
A film kritikákkal foglalkozó honlapon a Rotten Tomatoes-on, a Szörnyszülöttek elérte a 93%-os „friss” minősítést 45 kritika alapján; Az általános vélekedés szerint: „Az idő kegyes volt ehhez a horror legendához: A Szörnyszülöttek-nek sikerült megijeszteni, sokkolni, és megérinteni azokat a nézőket, akik mint kortárs nézők lekésték a filmet.”

### Amerikai Filmintézetlistái
- Minden idők 100 legjobb amerikai filmje – jelölték
- Minden idők 100 legizgalmasabb amerikai filmje – jelölték
- Minden idők 100 legjobb filmes idézete : „Gooba-gobble, gooba-gobble. Elfogadjuk őt. Egy közülünk, egy közülünk.” – jelölték

## Kulturális befolyása
- David Bowienak volt egy Diamond Dogs című dala, a Diamond Dogs című albumról a következő szöveggel: „Öltözz úgy, mint egy pap, ami voltál, Tod Browning Szörnyszülötte voltál.”
- Frank Zappa használt fel képeket a filmből a Tinseltown Rebellion című album borítójára. Ez egy ihlet forrása volt az ő dichotomikus látomásában amiben a szörnyszülöttek a hippik ellen vannak.
- A Ramones együttes „Pinhead” című dalát a film vetítése ihlette.
- A Simpson család című rajzfilmsorozat 25. évadjában a filmet a Rémségek Simpson háza XXIV. epizódjában parodizálták.
- A South Park című rajzfilmsorozat „Butters Nagyon Saját Epizódja” című részben parodizálják  a filmet.

## Fordítás
Ez a szócikk részben vagy egészben  a   Freaks című angol Wikipédia-szócikk fordításán alapul.  Az eredeti cikk szerkesztőit annak laptörténete sorolja fel. Ez a jelzés csupán a megfogalmazás eredetét és a szerzői jogokat jelzi, nem szolgál a cikkben szereplő információk forrásmegjelöléseként.